# آدافنوکسات

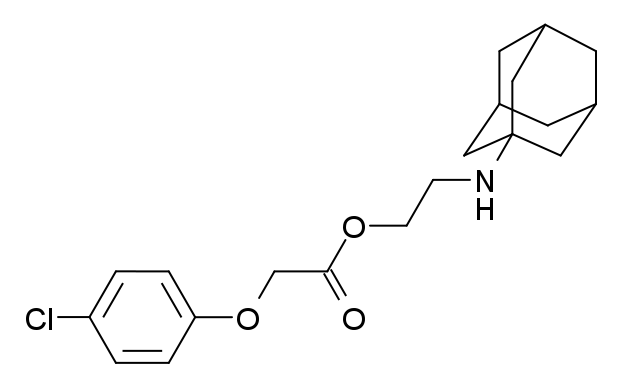
ساختار شیمیایی آدافنوکسات

آدافنوکسات (به انگلیسی: Adafenoxate) با فرمول شیمیایی C۲۰H۲۶ClNO۳ یک ترکیب شیمیایی با شناسه پاب‌کم ۶۴۵۱۷ است. که جرم مولی آن ۳۶۳٫۸۷۸۳۴ گرم بر مول می‌باشد.